# トランススプライシング
トランススプライシング（英: trans-splicing）は、RNAスプライシングの特殊な形態であり、2つの異なる一次転写産物に由来するエクソンの末端どうしが連結され、ライゲーションされる。多くの場合真核生物でみられ、スプライソソームによって媒介されるが、一部の細菌や古細菌にもtRNAのhalf-geneと呼ばれる分割された遺伝子が存在し、スプライシングによって連結されることで成熟tRNAが形成される。

## 遺伝子間のトランススプライシング（Genictrans-splicing）
通常の（シスに起こる）スプライシングは単一の分子のプロセシングを行うものであるが、トランススプライシングでは複数の異なるｍRNA前駆体から一本のRNA転写産物が産生される。この現象をELISAや抗体酵素を用いたプロドラッグ療法（antibody-directed enzyme prodrug therapy、ADEPT）などに適したさまざまな抗体-酵素融合タンパク質の迅速な産生と分析へ応用することも試みられている。

### 発がん
トランススプライシングによる融合転写産物の一部は正常なヒト細胞でも生じているが、トランススプライシングは特定の発がん性融合転写産物が生じる機構でもある。

## SLトランススプライシング
スプライスリーダー（SL）トランススプライシングは特定種の微生物、特にキネトプラスト類の原生生物の遺伝子発現のために利用される。これらの生物では、キャップが付加されたスプライスリーダーRNA（SL RNA）が転写され、それと同時に遺伝子が長いポリシストロンの転写産物として転写される。キャップが付加されたSL RNAは各遺伝子へトランススプライシングされ、キャップが付加されポリアデニル化が行われたモノシストロンの転写産物が形成される。原生生物など初期に分岐した真核生物にはイントロンがほとんど存在せず、スプライソソームの構造的組み立てには他ではみられないような多様性が存在する。また、キャップに結合するeIF4Eには特別な役割を持つ複数のアイソフォームが存在する。
他の一部の真核生物、渦鞭毛藻、海綿動物、線形動物、刺胞動物、有櫛動物、扁形動物、甲殻類、毛顎動物、輪形動物、尾索動物も程度の差はあるもののSLトランススプライシングを利用する。尾索動物の1種カタユウレイボヤCiona intestinalisにおけるSLトランススプライシングは、トランススプライシングを受ける遺伝子・受けない遺伝子といった従来型の二分法ではなく、遺伝子のトランススプライシングの頻度による定量的な記載が行われている。
SLトランススプライシングの機能の1つは、オペロンからのポリシストロン転写産物を、5'末端にキャップが付加された個々のmRNAへと分割することである。転写産物のアウトロンは、通常のスプライシング過程におけるラリアット構造に似たY字型構造をSL RNAのイントロン様領域との間で形成することで除去され、それによってSL RNAのリーダー配列と各シストロンのオープンリーディングフレームが連結される。

## 関連文献
- “Complementary intron sequence motifs associated with human exon repetition: a role for intragenic, inter-transcript interactions in gene expression”. Bioinformatics 23 (2):  150–5. (January 2007). doi:10.1093/bioinformatics/btl575. PMID 17105720.
- “Spliceosome-mediated RNA trans-splicing”. Molecular Therapy 12 (6):  1006–12. (December 2005). doi:10.1016/j.ymthe.2005.09.006. PMID 16226059.
- “Restoration of SMN function: delivery of a trans-splicing RNA re-directs SMN2 pre-mRNA splicing”. Molecular Therapy 15 (8):  1471–8. (August 2007). doi:10.1038/sj.mt.6300222. PMID 17551501.
- “Spliceosome-mediated trans-splicing: the therapeutic cut and paste”. The Journal of Investigative Dermatology 132 (8):  1959–66. (August 2012). doi:10.1038/jid.2012.101. PMID 22495179.